# Villa Schwob
La Villa Schwob, también llamada Villa Turca, es una casa ubicada en La Chaux-de-Fonds, Suiza. Es obra de Charles-Édouard Jeanneret (posteriormente conocido como Le Corbusier) para su patrocinador, Anatole Schwob, fabricante de relojes. Su construcción tuvo lugar en 1916-1917. La villa fue adquirida por la empresa Ebel en 1986.

## Descripción
La construcción se basa en una estructura de hormigón armado. Le Corbusier aplicó los principios de la patente Dom-Ino que presentó en 1914. La estructura soporta los pisos y la escalera y libera así la planta de apoyos intermedios. El arquitecto combinó ladrillos y hormigón en una construcción sin muros de carga y con cubiertas planas. 16 pilares sostienen 4 losas. Si la silueta general de la Villa Schwob la distingue por su clasicismo de las futuras villas blancas (1922-1931), el espíritu moderno está presente en la estructura del edificio.
La villa está catalogada como bien cultural de importancia nacional en el cantón de Neuchâtel.